# Eriotheca pentaphylla
Eriotheca pentaphylla là một loài thực vật có hoa trong họ Cẩm quỳ. Loài này được (Vell.) A.Robyns mô tả khoa học đầu tiên năm 1963.